# Тип мінералів
Тип мінералів (рос. тип минералов, англ. type of minerals, нім. Mineralart f) — систематична одиниця в мінералогії, в яку об'єднуються мінерали за їх хімічним складом, тобто типом хімічної сполуки, що визначає панівний характер хімічного зв'язку.
Весь мінеральний світ поділяється на 5 типів сполук:
- 1) гомоатомні й близькі до них гетероатомні;
- 2) сульфіди та їх аналоги;
- 3) кисневі;
- 4) галоїдні;
- 5) органічні.